# Рагби 15 репрезентација Немачке
Рагби јунион репрезентација Немачке је рагби јунион тим који представља Немачку у овом екипном спорту. Највећи успех у историји немачког рагбија, је освајање сребрне медаље на летњим олимпијским играма 1900. Немачка репрезентација је у дивизији 1А - Куп европских нација. Најубедљивију победу Немци су остварили 2005. против репрезентације Србије и Црне Горе, резултат је био 108-0. Најтежи пораз Немцима су нанели Руси 2000. када је било 89-6 за медведе. Немачка никада није успела да се пласира на Светско првенство у рагбију.
== Тренутни састав ==
Артур Зејлер
Маркус Бендер
Пол Вајс
Крис Ховелс
Семи Фушел
Мануел Вилхелм
Бенџамин Дансо
Роберт Мор
Тим Мензел
Рафаел Пираш
Шин Армстронг - капитен
Александер Хуг
Кехома Бренер
Роб Меј
Рејнор Паркинсон
Крис Хилсенбек
Ларс Екберт
Клеменс фон Грумбков
Роберт Хител
Стефен Лиебиг
Бенџамин Сим
Мартен Страух
Фил Шезни
Киеран Манавату